# Ліга монстрів
«Ліга монстрів» (англ. Rumble) — комп'ютерно-анімаційний спортивний комедійний фільм виробництва США режисера Хаміша Гріва. У фільмі голоси Джеральдін Вісванатан, Вілла Арнетта, Террі Крюса, Беккі Лінч та Романа Рейнса.

## Сюжет
Світ, де разом мирно мешкають монстри і люди, існує. Улюблене проведення часу цього дивовижного світу — масштабні змагання монстрів на рингу, де є свої фаворити й аутсайдери. Одного разу до тренера потрапляє молодий боєць, в якого ніхто не вірить, але він готовий прикласти максимум зусиль, щоб привести його до перемоги.

## Озвучування
- Джеральдін Вісванатан — Вінні, тренер з монстро-боротьби
- Вілл Арнетт — Стів, гігантський червоний монстр, недосвідчений борець.
- Террі Крюс — Двохвостий, монстр з головою акули, який є правлячим чемпіоном у боротьбі
- Беккі Лінч
- Роман Рейнс
- Бен Шварц
- Джиммі Татро
- Тоні Данза
- Стівен А. Сміт
- Сьюзан Келечі Вотсон

## Виробництво
25 квітня 2018 року на CinemaCon у Лас-Вегасі фільм було оголошено із назвою Monster on the Hill за мотивами однойменного графічного роману 2013 року Роба Гаррелла. Згодом назва була змінена на «Rumble».

## Випуск
19 вересня 2019 року фільм запланували випустити 31 липня 2020 року. 12 листопада 2019 року дата виходу була перенесена на 29 січня 2021 року. 27 жовтня 2020 року дату виходу перенесли на 13 травня 2022 року.